# 侏沙鮨
侏沙鮨，為輻鰭魚綱鱸形目鱸亞目鮨科的其中一種，分布於西大西洋區，從美國佛羅里達州、百慕達群島至巴西海域，棲息深度可達100公尺，體長可達25公分，為底棲性魚類，屬肉食性，生活習性不明。